# İsmet Ergün
İsmet Ergün (* 1950 in Konya, Türkei) ist eine türkischstämmige Berliner Malerin und Bühnenbildnerin, die neben der Theaterarbeit bisweilen auch als Art Director bzw. Produktionsdesignerin beim Film tätig ist. Ihr nach eigenem Drehbuch selbst inszenierter deutscher Kurzspielfilm Bende Sira wurde 2007 auf dem Locarno International Film Festival ausgezeichnet.

## Werdegang

### Ausbildung
Ergün lebt seit 1972 in Berlin. Nach einem Gaststudium an der Hochschule für Bildende Künste in Berlin erfolgt 1976 bis 1980 eine Ausbildung zur Erzieherin, einem Beruf, in dem sie anschließend sechs Jahre tätig ist. Hiernach vorerst Rückkehr als Gaststudentin an die Hochschule der Künste. 1988 wirkt Ergün daneben als Darstellerin in dem in der Berliner Migrantentheaterszene spielenden türkischen Spielfilm Polizei mit Kemal Sunal mit. Von 1988 bis 1991 erhält Ergün dann ihre Ausbildung in Malerei und Bühnenbild unter Andrej Woron, bevor sie 1991 schließlich ein reguläres Studium im Fachbereich 11 der Berliner Kunsthochschule aufnimmt.

### Künstlerisches Wirken
In diese Zeit (1990 bis 1992) fallen Ergüns erste Theaterarbeiten: Kostüme und Regieassistenz für Aufführungen des Berliner Theaters Kreatur, Kostüme für eine von Tom Fecht zum Welt-Aids-Tag inszenierte Aufführung vor dem Kölner Dom Kölner Fragment und nicht zuletzt zusammen mit Andrej Woron Kostüme und Masken für Peter Zadeks und Jérôme Savarys Inszenierung des Blauen Engel am Theater des Westens.
Von 1994 bis 1997 übernimmt Ergün die Ausstattung und Kostüme für diverse TV-Produktionen von Terre des Hommes. 1996 daneben auch wieder eine umfangreichere Theaterarbeit, diesmal am Bremer Theater für die Dreigroschenoper.
Von 1997 bis 1999 ist Ergün hauptsächlich als Art Director für den Istanbuler Filmregisseur Sinan Çetin tätig, der 1993 in Berlin Berlin in Berlin gedreht hatte, z. B. für den Kinofilm Propaganda (1999), stattet aber auch den in der Türkei gedrehten Part von Lars Beckers Film Kanak Attack (1999) sowie eine Fernsehserie, Evdeki yabanci (1999), im türkischen Fernsehen aus.
Ab 2000 ergeben sich mehrfache Zusammenarbeiten mit dem deutschtürkischen Filmemacher Neco Çelik, z. B. als Produktiondesignerin für seinen Film Urban Guerillas (2001). 2005 erstellt Ergün die Bühnenbilder für zwei Inszenierungen des Theaterregisseurs Yüksel Yolcu, u. a. für Die Rose von Istanbul an der Neuköllner Oper.
Bende Sira, ein eigener Kurzfilm von İsmet Ergün, wurde 2007 auf dem Locarno International Film Festival der silberne Leopard (Eastman Kodak Award) verliehen. Der Film erhielt zahlreiche weitere Preise, u. a. beim Festival Interfilm Berlin 2007 als „Best German Short Film“ ausgezeichnet sowie mit einer lobenden Erwähnung durch die Kinderjury bedacht. Die Filmbewertungsstelle Wiesbaden zertifizierte den Film mit dem Prädikat „besonders wertvoll“ und kürte ihn zum Kurzfilm des Monats im Mai 2007.
Daneben bereits seit Ende der 80er Jahre zahlreiche Ausstellungen als Malerin in Deutschland wie der Türkei.

### Stasivorwurf
In Berichten der Hürriyet und des Spiegels vom 29. September 2008 wurde eine Zusammenarbeit İsmet Ergün mit der Stasi thematisiert, für die sie unter dem Decknamen „Isa“ ab 1982 Informationen über türkische Gruppen in West-Berlin übergeben haben soll.

## Ausstellungen (Auswahl)
- 1989: Archaeologisches Museum des Kulturministeriums der Türkei, Bodrum
- 1990: Galerie der HKS, Kassel
- 1991: Querhaus Berlin “Selbstportraets”, Berlin
- 1993: Staatliche Galerie der Schönen Künste, Istanbul
- 1993: Galerie Zon Ankara
- 1995: Galerie “KunstRaum”, Berlin
- 2000: Raeume der M-P-T GmbH und CARIS AG, Berlin
- 2002: Galerie Pi-Art, Istanbul
- 2003: Cey Güzel sanatlar Galerisi Istanbul
- 2004: Galerie Art-Home Istanbul